# Персидский полупалый геккон
Перси́дский полупа́лый гекко́н, или шира́зский домо́вый гекко́н (лат. Hemidactylus persicus) — вид ящериц семейства гекконов. Распространён на территории Аравийского полуострова и в южной Азии.

## Внешний вид
Геккон небольшого размера (длина тела без хвоста около 6,7 см) с широкой головой, покрытой мелкими выпуклыми зёрнышками. Глаза крупные, зрачки вертикальные с неровными краями. Тело сверху покрыто мелкими чешуйками и 14—16 продольными рядами сильно килеватых трёхгранных бугорков. Хвост относительно стройный, в 1,2 раза длиннее тела, покрыт увеличенными бугорками. Пальцы средней длины. На первом пальце задней ноги по 8—9 подпальцевых пластин, а на четвёртом — 11—14. Самцы имеют 8—11 преанальных пор. Спина бледно-серая с тёмными пятнами или полосами. С каждой стороны головы от ноздрей до ушного отверстия проходит тёмная полоса. Хвост у основания покрыт мелкими тёмными пятнами неправильной формы. К концу хвоста пятна сменяются полосами.

## Распространение
Ареал простирается от ОАЭ, Северного Омана, Кувейта, Бахрейна и Саудовской Аравии на западе через Ирак и южный Иран до Пакистана и прилежащих регионов Индии. Встречается на высоте до 1000 м над уровнем моря.

## Образ жизни
Занимает каменистые пустыни, участки около скал и оазисов и переходные зоны между пустынями и пойменными лесами. Часто встречается на деревьях и могилах, в разрушенных постройках и сельских домах. Гекконов также можно обнаружить под камнями и брёвнами и в зарослях молочая и других растений. Ведёт строго ночной образ жизни. Очень активный, хорошо бегает и прыгает. Питается насекомыми и другими членистоногими. Самки откладывают по 1—2 яйца в известковой оболочке.

## Природоохранный статус
Международный союз охраны природы отнёс этот вид к категории «вызывающих наименьшие опасения», так как он широко распространён, а его численность не подвержена каким-либо серьёзным угрозам.